# Cory Emmerton
Cory Emmerton (* 1. Juni 1988 in St. Thomas, Ontario) ist ein ehemaliger kanadischer Eishockeyspieler und derzeitiger -trainer, der im Verlauf seiner aktiven Karriere zwischen 2004 und 2024 unter anderem 157 Spiele für die Detroit Red Wings in der National Hockey League (NHL) auf der Position des Centers bestritten hat. Darüber hinaus absolvierte Emmerton weitere 365 Partien für den HC Ambrì-Piotta, Lausanne HC und Fribourg-Gottéron in der Schweizer National League.

## Karriere
Cory Emmerton spielte zunächst in unterklassigen kanadischen Juniorenligen, bevor der Angreifer ab 2004 für die Kingston Frontenacs in der kanadischen Juniorenliga Ontario Hockey League (OHL) aufs Eis ging. In seiner Debütsaison gelangen ihm 38 Scorerpunkte in 58 Spielen, jedoch qualifizierte sich das Team mit dem vorletzten Platz der Eastern Conference nicht für die Playoffs. In seiner zweiten Spielzeit gehörte Emmerton bereits zu den wichtigsten Spielern der Frontenacs. Er war punktbester Spieler des Teams mit 26 Toren und 64 Assists und belegte den elften Platz in der Scorerwertung der OHL. In den Playoffs erzielte er zwei Treffer und sein Team schied in der ersten Runde aus. Im April 2006 spielte Emmerton mit der kanadischen Junioren-Nationalmannschaft bei der U18-Junioren-Weltmeisterschaft, wo sie den vierten Platz belegten. Obwohl er zu den besten Scorern der Saison gehörte und von den Talentspähern der National Hockey League (NHL) auf Rang zehn aller nordamerikanischen Feldspieler seines Jahrgangs geführt wurde, wählten ihn die Detroit Red Wings erst in der zweiten Runde des NHL Entry Draft 2006 an Position 41 aus.

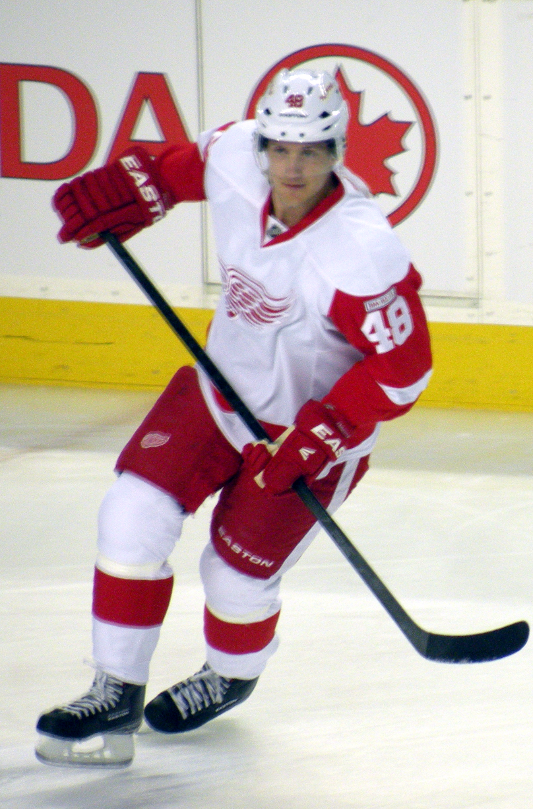
Emmerton im Trikot der Detroit Red Wings (2012)

In die Saison 2006/07 startete Emmerton als einer der führenden Spieler der OHL mit 58 Scorerpunkten in 35 Spielen, ehe er sich im Dezember 2006 den Knöchel brach. Nach der neunwöchigen Verletzungspause kehrte er im März 2007 zurück und beendete die Saison schließlich mit 66 Punkten. Auch in den Playoffs konnte er an die Leistungen anknüpfen und schoss in fünf Spielen fünf Tore, allerdings kamen die Frontenacs erneut nicht über die erste Runde hinaus. Nur wenig später wurde er erstmals in den Kader der Grand Rapids Griffins, dem Farmteam der Detroit Red Wings aus der American Hockey League (AHL), berufen und bestritt für sie zwei Playoff-Spiele. Im Herbst 2007 trat er mit einer kanadischen U20-Auswahl in der acht Spiele dauernden Super Series gegen ein russisches Nationalteam der gleichen Altersklasse an, die Kanada mit sieben Siegen und einem Unentschieden für sich entscheiden konnte. Emmerton kam dabei sieben Mal zum Einsatz, blieb aber ohne Scorerpunkt. Kurz darauf wurde er zum ersten Mal ins Trainingscamp der Detroit Red Wings eingeladen und bestritt ein Vorbereitungsspiel mit dem NHL-Team, ehe er aber wieder zu den Kingston Frontenacs in die OHL zurückkehrte.
Aufgrund seiner Leistungen aus den vergangenen zwei Spielzeiten ging Emmerton als einer der Favoriten auf den Titel als bester Scorer in die Saison 2007/08. In seinen ersten 24 Spielen hatte er mit 31 Punkten zwar eine gute Ausbeute, blieb jedoch hinter den hohen Erwartungen zurück. Zudem wurde er daraufhin innerhalb der Liga zur Brampton Battalion transferiert und musste mehrere Spiele pausieren, da er am Pfeiffersches Drüsenfieber erkrankt war. Den Rest der Saison bestritt er mit einer soliden Leistung und erzielte noch zwölf Tore und 18 Assists, konnte aber nicht mehr an die Form der Vorjahre anknüpfen. In den Playoffs scheiterte die Battalion an Außenseiter Barrie Colts und Emmerton wechselte im März 2008 zu den Grand Rapids Griffins in die AHL, wo er in sieben Spielen einen Assist beisteuerte. Einen Monat später wurde er zum Trainingslager der kanadischen A-Nationalmannschaft eingeladen, war aber nicht für die Weltmeisterschaft vorgesehen und spielte nur in Vorbereitungsspielen.
Die Saison 2008/09 bestritt er schließlich in der AHL bei den Grand Rapids Griffins. Emmerton zeigte gute Leistungen, zeigte aber des Öfteren mangelnde Konstanz. Sammelte er im November 2008 innerhalb von acht Spielen neun Scorerpunkte, so benötigte er in der Folge über zwei Monate um die gleiche Ausbeute zu erreichen. Nachdem mehrere Spieler im Februar 2009 in die NHL berufen wurden, konnte Emmerton sein Offensivspiel wieder steigern. Im Verlauf der Saison 2011/12 erspielte er sich schließlich einen Stammplatz im NHL-Kader der Detroit Red Wings. Im November 2013 wurde Emmerton auf den Waiver gesetzt, um ihn anschließend an die Grand Rapids Griffins abzugeben. Dort blieb er jedoch keine zwei Wochen, da er aufgrund der Verletzungen von Henrik Zetterberg und Pawel Dazjuk wieder in den NHL-Kader berufen wurde.
Im Mai 2014 wechselte Emmerton zum HK Sotschi, einem neu gegründeten Verein der Kontinentalen Hockey-Liga (KHL), der zur Saison 2014/15 den Spielbetrieb aufnahm. Für Sotschi verbuchte er in der ersten KHL-Saison des Klubs in 64 Partien 17 Tore und 12 Assists, ehe er im Juni 2015 zum HC Ambrì-Piotta in die Schweizer National League A (NLA) wechselte. In den folgenden drei Jahren absolvierte Emmerton über 170 Pflichtspiele für den HCAP und konnte mit diesem 2017 den Abstieg aus der NLA abwenden. Im Sommer 2018 wechselte er in die KHL zum HK Sibir Nowosibirsk, kehrte aber nach elf Spielen ohne Scorerpunkt in die Schweiz zurück und wurde vom Lausanne HC verpflichtet. Dort war er in den folgenden fünf Spielzeiten aktiv. Zur Spielzeit 2023/24 wechselte er zum HC Sierre aus der Swiss League. Anschließend beendete der 35-Jährige im Frühjahr 2024 seine aktive Karriere und kehrte in der Funktion als Assistenztrainer zum Lausanne HC zurück.

## Erfolge und Auszeichnungen
| - 2005 OHL All-Scholastic Team - 2006 Teilnahme am CHL Top Prospects Game - 2006 Teilnahme am OHL All-Star Game | - 2015 Spengler-Cup-Gewinn mit dem Team Canada - 2016 Spengler-Cup-Gewinn mit dem Team Canada |

## Karrierestatistik

### International
Vertrat Kanada bei:
- World U-17 Hockey Challenge 2005
- U18-Junioren-Weltmeisterschaft 2006
- Super Series 2007

(Legende zur Spielerstatistik: Sp oder GP = absolvierte Spiele; T oder G = erzielte Tore; V oder A = erzielte Assists; Pkt oder Pts = erzielte Scorerpunkte; SM oder PIM = erhaltene Strafminuten; +/− = Plus/Minus-Bilanz; PP = erzielte Überzahltore; SH = erzielte Unterzahltore; GW = erzielte Siegtore; 1 Play-downs/Relegation; Kursiv: Statistik nicht vollständig)